# Diga di Saint-Barthélemy B
La diga di Saint-Barthélemy B è una diga ad arco situata in Svizzera, nel Canton Vallese sul confine tra i comuni di Saint-Maurice ed Evionnaz.

## Descrizione
Ha un'altezza di 45 metri e il coronamento è lungo 93 metri. È stata costruita allo scopo di frenare le piene che si creano dal torrente Saint-Barthélemy. La diga di Saint-Barthélemy C situata sullo stesso torrente più a valle, è anch'essa una diga di contenimento.